# 채문식
채문식(蔡汶植, 1925년 1월 16일 ~ 2010년 6월 26일)은 대한민국의 정치인이다. 제11대 국회 후반기 국회의장이다. 제8·9·10·11·12·13대 국회의원을 지냈다. 본관은 인천이다.

## 생애
경상북도 문경 출신으로 서울대학교 정치학과를 졸업했다.
제3공화국과 제4공화국에서는 야당인 신민당 의원이었으며, 1980년 국가보위입법회의 구성에서 구 야당 대표격으로 의원에 포함된 것을 계기로 신군부의 민주정의당에 참가해 대표위원까지 지냈다. 1987년 대한민국 대통령 선거에서 민주정의당이 노태우 후보를 선출할 때 전당대회 의장을 맡기도 했다. 1992년 대한민국 대통령 선거 때는 민주자유당의 김영삼 후보 선출에 불만을 품고 탈당한 이종찬 계열의 새한국당 창당에 참가했다.2010년 6월 26일 별세했다. 향년 86세.

## 학력
- 서울대학교 정치학 학사
- 아메리칸 대학교 대학원 공공행정학 석사

## 명예 박사 학위
- 고려대학교 법학 명예박사

## 약력
- 명지대학교 교수
- 유네스코 집행위원
- 1971년 ~ 1981년: 제8·9·10대 국회의원 (신민당)
- 1981년 ~ 1991년: 제11·12·13대 국회의원 (민주정의당)
- 제11대 국회 부의장, 의장
- 국제의회연맹 제70차 총회 의장
- 남북 국회회담 수석대표
- 민주정의당 대표위원
- 학교법인 고려중앙학원 이사장
- 1999년 ~ 2001년: 대한민국헌정회 회장

## 역대 선거 결과
|  | 18.88% |

|  | 32.57% |

|  | 26.05% |

|  | 44.4% |

|  | 47.09% |

|  | 35.14% |

|  | 45.69% |

|  | 49.23% |

|  | 34.0% |